# 시기르 우상

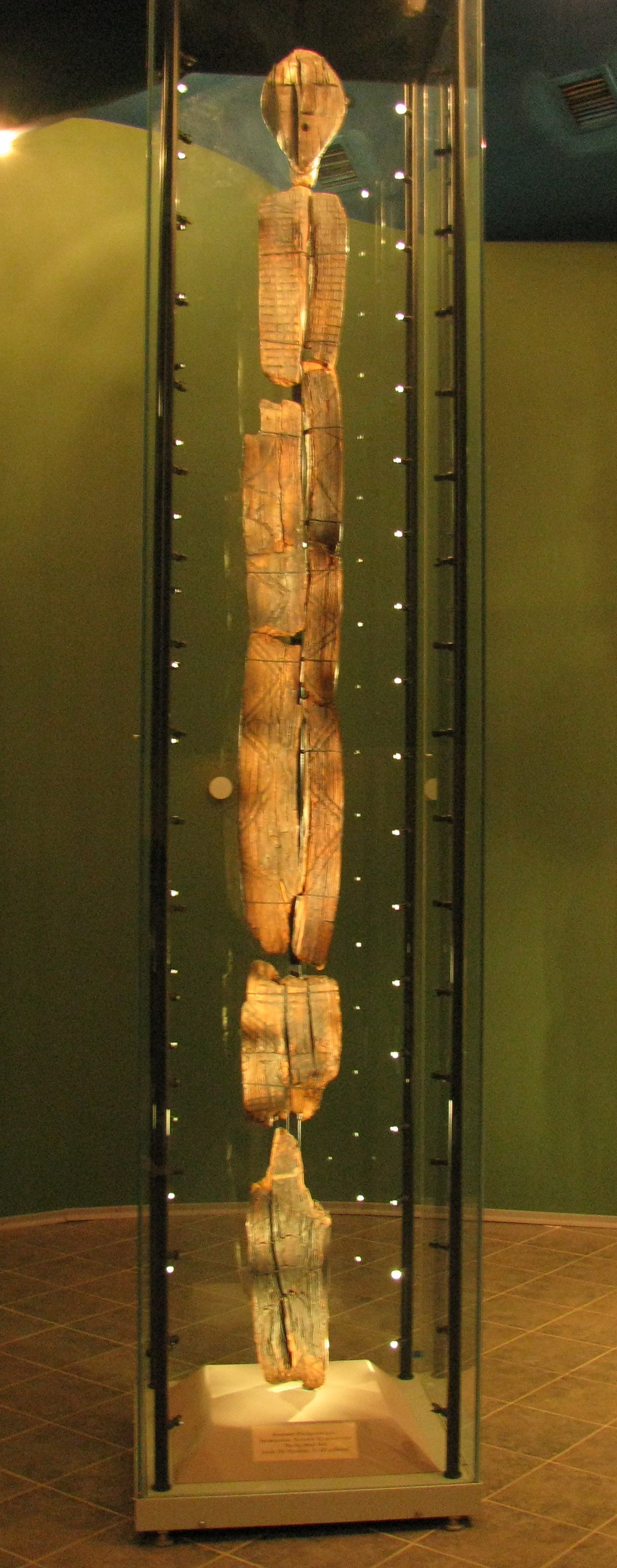
Wooden sculpture dated to 11,500 years ago may have stood more than 17 feet high

시기르 우상(러시아어: Шигирский идол 시기르스끼 이달[*])은 현재까지 발견된 것들 중 세계에서 가장 오래된 목공 조각품이다. 마지막 빙하기가 끝난 직후인 중석기 시대, 대략 11,500년 전에 만들어졌다.
러시아 연방 예카테린부르크의 박물관에 전시 중이다.